# Réserve naturelle de Krokskogen
La réserve naturelle de Krokskogen  est une réserve naturelle norvégienne qui est située dans la municipalité de Hole et Ringerike dans le comté de Buskerud.

## Description
La réserve naturelle de Krokskogen est une extension de l'ancienne réserve naturelle de Merratjern/Søndagsbrenna. La nouvelle zone est située à la frontière entre les municipalités de Hole et de Ringerike et a été créée par décret royal, le 16 décembre 2016 sur la base de la loi du 19 juin 2009 n° 100 relative à la gestion de la diversité de la nature promue par le Ministère du Climat et de l'Environnement.
La réserve naturelle préservera une vaste zone forestière de conifères variée et représentative pour les altitudes plus élevées à Krokskogen avec de grands gisements restants de forêt ancienne avec une dynamique naturelle et une nature menacée, rare et vulnérable. La réserve naturelle est particulièrement importante pour la biodiversité en ce qu'elle contient de vastes zones contiguës de forêts anciennes, une bonne abondance de champignons et de lichens menacés et rares associés à des arbres anciens et morts et une riche vie d'oiseaux et d'animaux.
La zone est située au centre des zones de lave du Permien à Krokskogen, entre Lomma et Heggelivatna. Le paysage est typique de ce que l'on trouve dans cette partie d'Oslomarka ; alternance entre pinèdes, pentes raides, ruisseaux, tourbières et quelques tourbières. En particulier, la région se distingue par sa flore lichen riche et intéressante avec, entre autres, les pulmonaires et l'indicateur environnemental huldrestry. La zone est importante en tant que zone de référence.

## Galerie

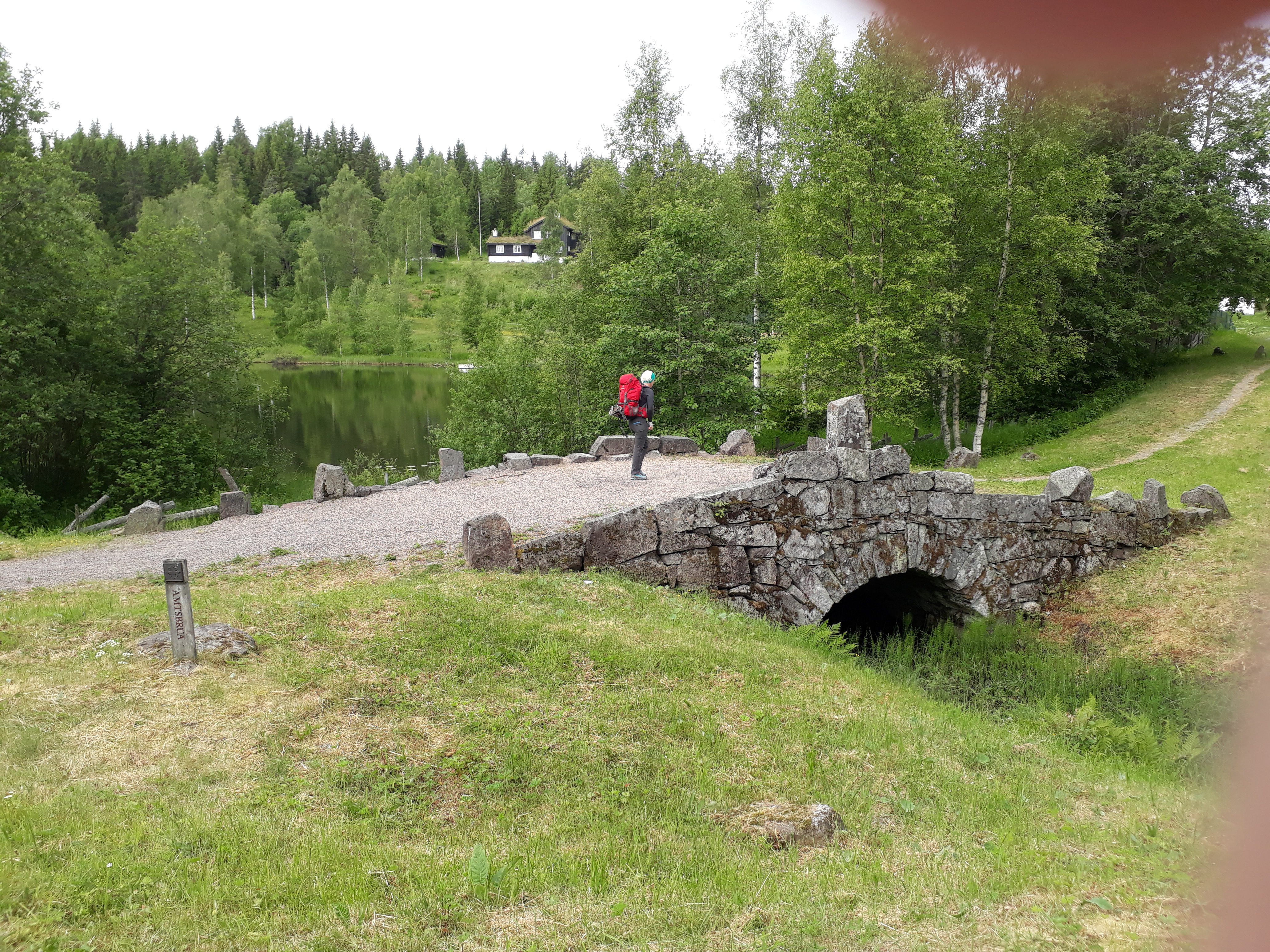
Krokskogen
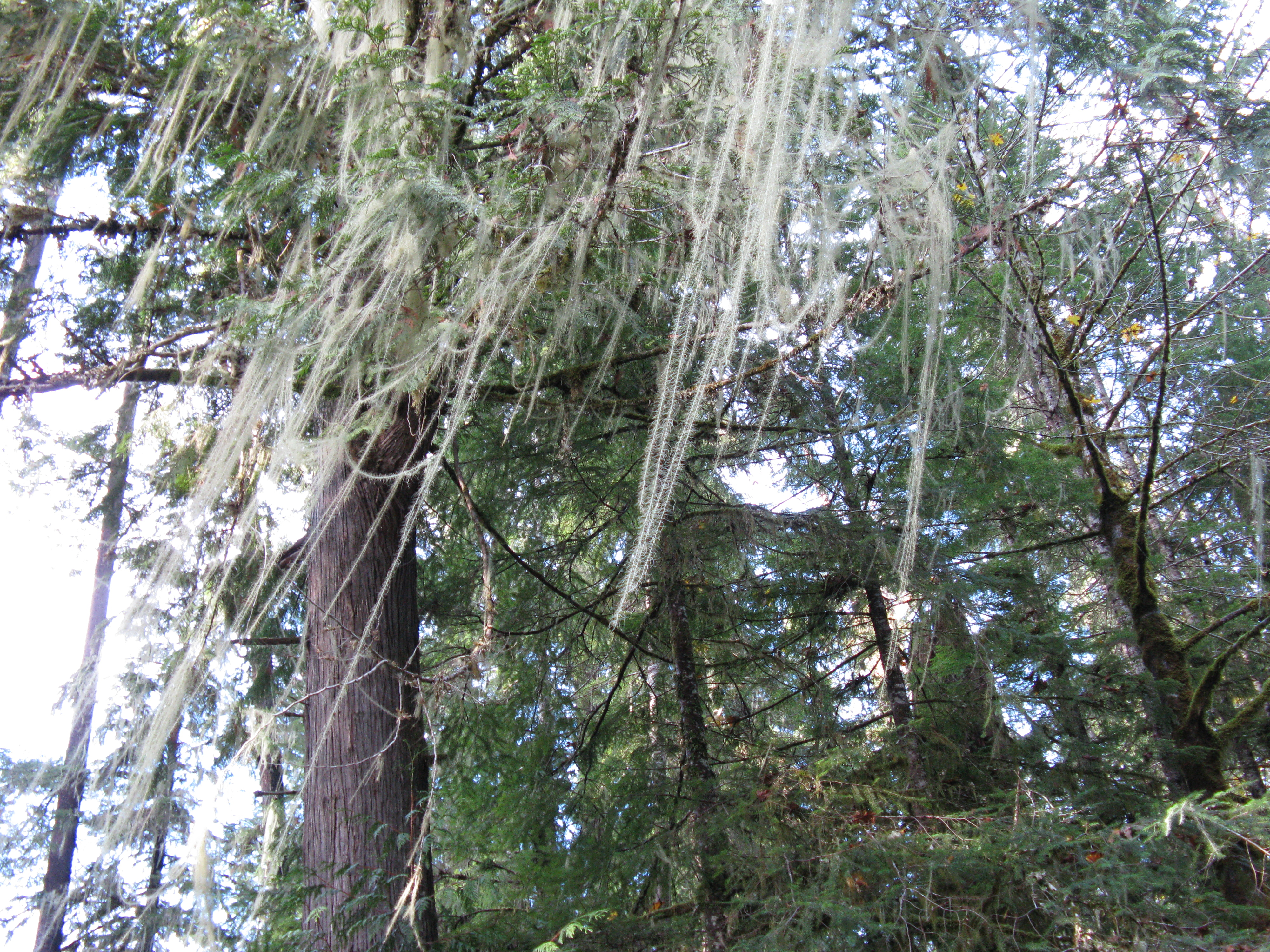
Lichen Dolichousnea longissima